# ایتن انوانری
ایتن نوانری (انگلیسی: Ethan Nwaneri؛ زادهٔ ۲۱ مارس ۲۰۰۷) بازیکن فوتبال اهل انگلستان است که در پست وینگر راست برای باشگاه آرسنال در لیگ برتر انگلستان بازی می کند.
از باشگاه‌هایی که در آن بازی کرده‌است می‌توان به باشگاه فوتبال آرسنال اشاره کرد.
وی همچنین در تیم‌های ملی فوتبال زیر ۱۶ سال، زیر ۱۷ سال، زیر ۱۹ سال و زیر ۲۱ سال انگلستان بازی کرده‌است.